# System Failure

Symbol der Betriebsart SF im Driver Machine Interface

System Failure (Abkürzung SF, auf Deutsch vereinzelt Systemfehler) wird im europäischen Zugbeeinflussungssystem ETCS eine bei potenziell sicherheitsrelevanten Fehlern gewählte Betriebsart bezeichnet.
Nach ETCS-Spezifikation wechselt das ETCS-Fahrzeuggerät in diese Betriebsart, wenn ein gravierender Fehler, der die Sicherheit beeinträchtigten könnte, erkannt wird. (“ERTMS/ETCS on-board equipment mode entered when a fatal failure which could affect safety is found.”)
SF ist einer von 17 Modes der aktuellen ETCS-Spezifikation. Er ist in den Leveln 1, 2, 3 und NTC verfügbar. In SF stehen nur wenige ETCS-Funktionen zur Verfügung. Das Fahrzeuggerät soll eine ständige Zwangsbremsung auslösen. Darüber hinaus soll das Fahrzeug beim Wechsel in SF der Infrastruktur die Position mitteilen. Der Triebfahrzeugführer trägt hingegen keine Verantwortung.
Von 12 der 17 Modes kann nach SF gewechselt werden. Um SF zu verlassen, kann das Fahrzeuggerät lediglich entweder abgeschaltet (Mode No Power) oder isoliert werden (Mode Isolation). Nach einem System Failure kann es ferner passieren, dass das zuvor verwendete Mobilfunknetz dem ETCS-Fahrzeuggerät nicht mehr bekannt ist und zunächst eine Verbindung zu einem voreingestellten Netz aufgebaut wird.

## Berichtete Vorfälle
Wechsel in die Betriebsart System Failure sind in der Literatur nur vereinzelt dokumentiert.
Eine im Juni 2019 in verschiedenen ETCS-Zentralen (RBC) in der Schweiz umgesetzte Softwareänderung führte bei drei Triebfahrzeugtypen, die alle durch Alstom ausgerüstet wurden, beim Wechsel nach Level 2 zu einem System Failure. Triebfahrzeugführer mussten anschließend nach Rücksprache mit dem Fahrdienstleiter einen Fahrzeugreset durchführen und die ETCS-Daten neu eingeben, bevor die Fahrt fortgesetzt werden konnte. (Bis zur nächsten ETCS-Halttafel wurde in der Betriebsart Staff Responsible gefahren.). Der Fehler wurde ausgelöst, wenn im gleichen Rechnerzyklus der ETCS-Fahrzeugausrüstung der Levelwechsel sowohl durch das RBC als auch durch Balisen kommandiert wurde. Zur Vermeidung des Problems wurde zunächst die Geschwindigkeit herabgesetzt und später Balisen verschoben. Im ersten Betriebsjahr der Schnellfahrstrecke Wendlingen–Ulm trat dieser Fehler bei zwei ICE 1 auf. Durch ein Softwareupdate soll der Fehler nicht mehr auftreten.
2020 wurden in der Schweiz auf einer mit ETCS Level 2 betriebenen Strecke auffallend viele ETCS-Fahrzeugstörungen beobachtet, bei denen das Fahrzeug aufgrund einer Balisenkanalstörung in SF wechselte, es anschließend zu einem Verbindungsverlust und einer Zwangsbremsung kam. Als Ursache gilt eine benachbarte Amateurfunkanlage. Betroffen waren ausschließlich Fahrzeugausrüstungen von Siemens.